# 沃氏雨燕
为雨燕科硬尾雨燕属的鸟类，主要栖息于中北美洲的森林中，部分亚种会成群迁徙。沃氏雨燕体型偏小，身体为棕褐色，翅膀长。该鸟主要以昆虫为食，在树洞或烟囱内筑巢繁殖。成鸟的天敌以猛禽为主，一些哺乳动物则会取食其鸟蛋。目前沃氏雨燕种群庞大、分布广泛，IUCN认为其无灭绝风险。

## 物种命名
1839年，美国鸟类学家约翰·科克·汤森德在他的一份游记中正式描述了沃氏雨燕，他选择“vauxi”作为种加词以向其好友，矿物学家威廉·桑塞姆·沃克斯致敬。该鸟的正模标本产自位于今华盛顿州的温哥华堡。

## 外貌描述

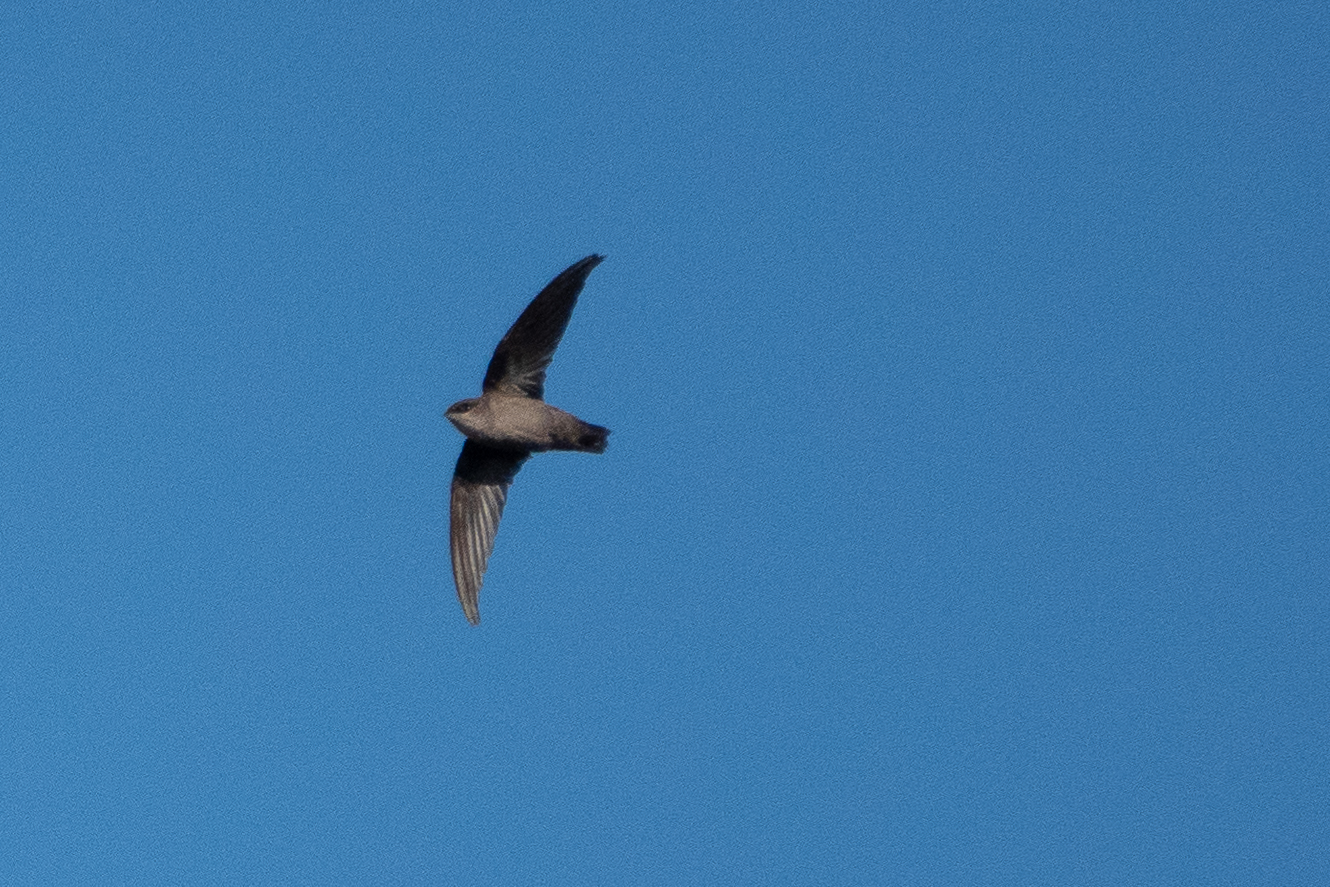
美国加利福尼亚州马林县的一只沃氏雨燕，其身体大致为棕灰色，翅膀长而后弯

与其他雨燕相比，沃氏雨燕体型偏小，其翼展约28厘米，体长约11厘米。沃氏雨燕通体棕色，喉部和胸部颜色偏灰。该鸟翅膀长而后弯，喙和足短小，尾短而圆。刚完成换羽的沃氏雨燕身上可能会有淡绿色光泽。沃氏雨燕是北美洲最小的雨燕。

## 种系关系
从分子生物学证据来看，沃氏雨燕与烟囱雨燕是姐妹种。

## 亚种
沃氏雨燕目前有6个亚种：
- 指名亚种（Chaetura vauxi vauxi）广泛分布于北美洲太平洋沿岸。该亚种眼眶为白色，翅膀内侧颜色较其他亚种更深；
- Chaetura vauxi aphanes分布于委内瑞拉西海岸。该亚种颈部与前胸为白色，尾部覆羽和腰部为褐灰色；
- 尤卡坦亚种（Chaetura vauxi gaumeri）分布于墨西哥的尤卡坦半岛与科苏梅尔岛。该亚种体型小于其他亚种，尾部覆羽、腰部和背部颜色更浅；
- 黄腰亚种（Chaetura vauxi ochropygia）分布于巴拿马，其腰部和尾部覆羽为淡灰褐色，胸部颜色更浅。
- 里氏亚种（Chaetura vauxi richmondi）分布于墨西哥南部、尼加拉瓜、哥斯达黎加、危地马拉和洪都拉斯，其尾部覆羽和腰部为暗褐色；
- 塔毛利帕斯亚种（Chaetura vauxi tamaulipensis）夏季分布于墨西哥东北部，冬季迁飞至危地马拉。该亚种背部和羽冠颜色更浅，腹部和腰部更偏棕色；

科学家曾对其中三个亚种进行DNA测序，发现指名亚种与里氏亚种关系较为密切，而C.v.aphanes则相对疏远。

## 物种分布
沃氏雨燕的分布范围北至加拿大育空省南部，南至委内瑞拉。其中，指名亚种主要分布于加拿大不列颠哥伦比亚省以及美国华盛顿、俄勒冈、加利福尼亚三州西部以及喀斯喀特山脉东麓繁殖，其繁殖范围最南可达圣克鲁兹县一带；沃氏雨燕亦在墨西哥的塔毛利帕斯州、瓦哈卡州和锡那罗亚州三州的丘陵地区以及尤卡坦半岛和科苏梅尔岛有繁殖种群。该鸟在危地马拉、哥斯达黎加、尼加拉瓜和巴拿马等国的种群则主要分布于中高海拔的地区，尤其以靠近太平洋一侧为主。此外，偶有沃氏雨燕会在美国佛罗里达州和路易斯安那州越冬。

## 生态与习性
除去休息外，沃氏雨燕几乎不会落地，其取水、洗澡均通过在空中飞掠池塘进行。

### 栖息地
沃氏雨燕多栖息于茂密的原始森林中，在太平洋西北地区、加利福尼亚州等区域尤其偏好长有花旗松、红杉等树木的林地。该鸟亦会在建筑物外墙缝隙上筑巢与越冬。

### 食性
沃氏雨燕主要以昆虫为食，常在林间追逐飞行昆虫，有时可形成数十至数百只的觅食群体。其猎物种类相当多样，其中以半翅目、双翅目、膜翅目为主。

### 生命周期

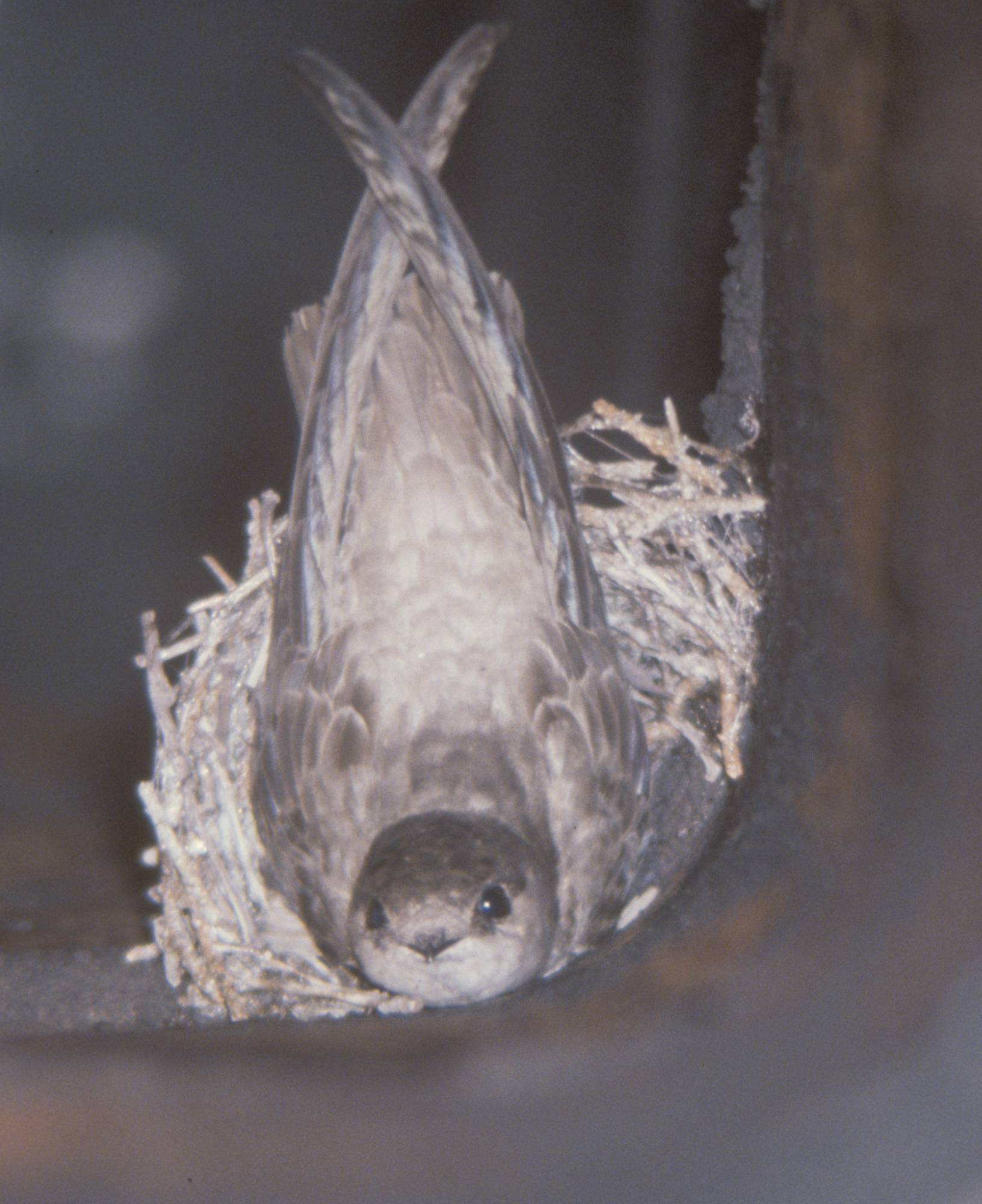
孵蛋的沃氏雨燕，摄于俄勒冈州沃斯科县

沃氏雨燕为一夫一妻制动物，双亲均会参与筑巢、孵卵与育雏，但偶尔有1—2只双亲以外的成鸟协助孵蛋或育雏。求偶时，一对沃氏雨燕会一同飞行数秒，随后急速下坠。如求偶成功，双方会在空中完成交配。其配偶关系可维持数年。沃氏雨燕的鸟巢一般位于树洞内，入口距离地面超过10米。该鸟偶尔也会在烟囱里或是北美黑啄木鸟的凿洞内筑巢。筑巢时，亲鸟会在飞掠树木时撕下树枝，在返回筑巢地后用唾液将搜集的材料粘粘在一起。该鸟一般一窝产下5—7枚卵。雏鸟在18—19日后破壳而出。沃氏雨燕的雏鸟属晚成雏，破壳时无羽毛且需亲鸟照料。6日大的雏鸟开始长出羽毛，至10日龄时已基本羽翼丰满，但发翔羽要至14日龄或更晚方才长出。期间，成鸟会频繁投喂雏鸟，一般每一刻钟左右亲鸟就会入巢投喂一次。

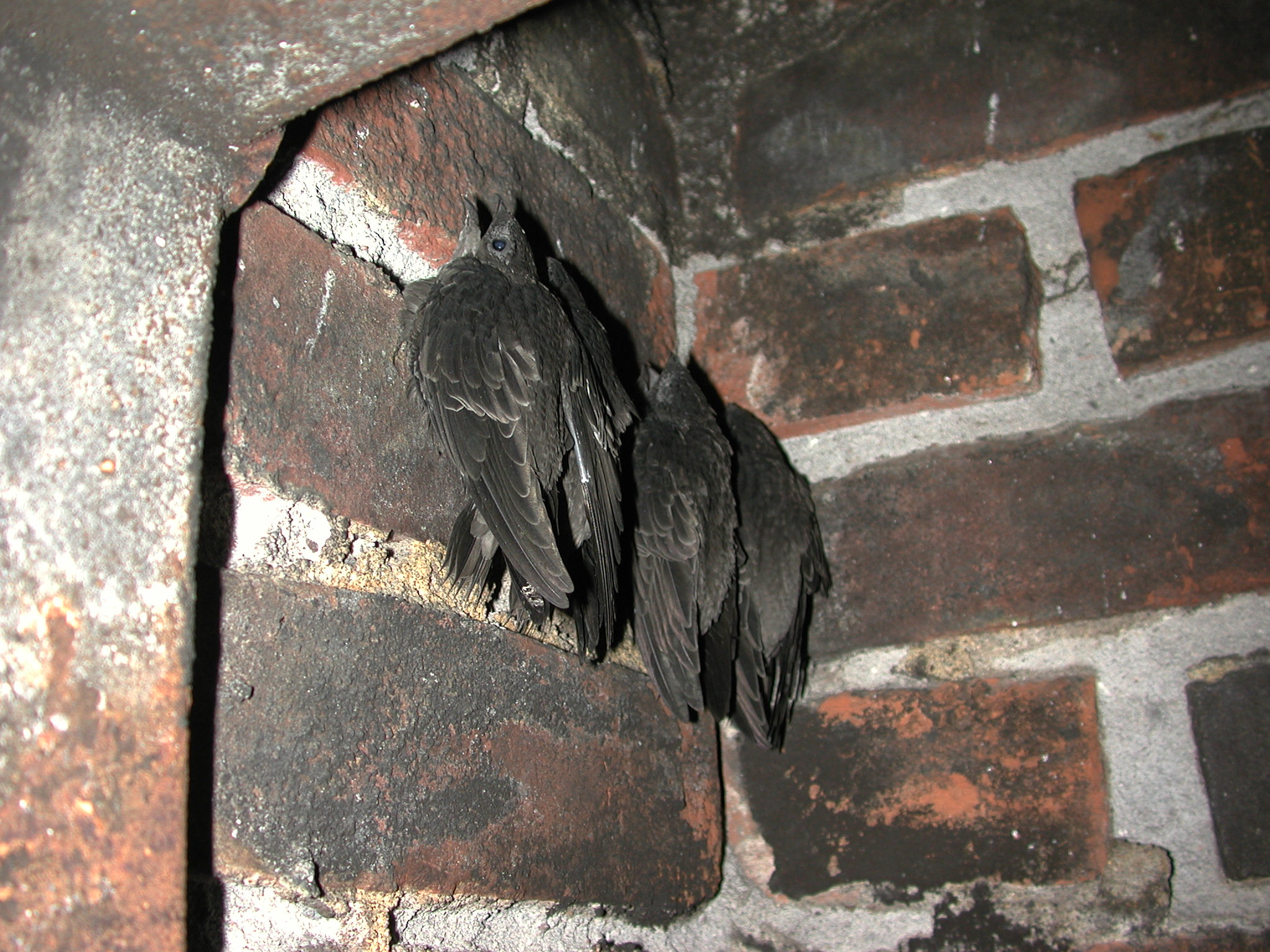
烟囱内的沃氏雨燕雏鸟

雏鸟一般在28日左右离巢，但随后可能会在亲鸟周围逗留至迁徙为止。沃氏雨燕在1岁时性成熟，寿命可达7岁。

### 迁徙

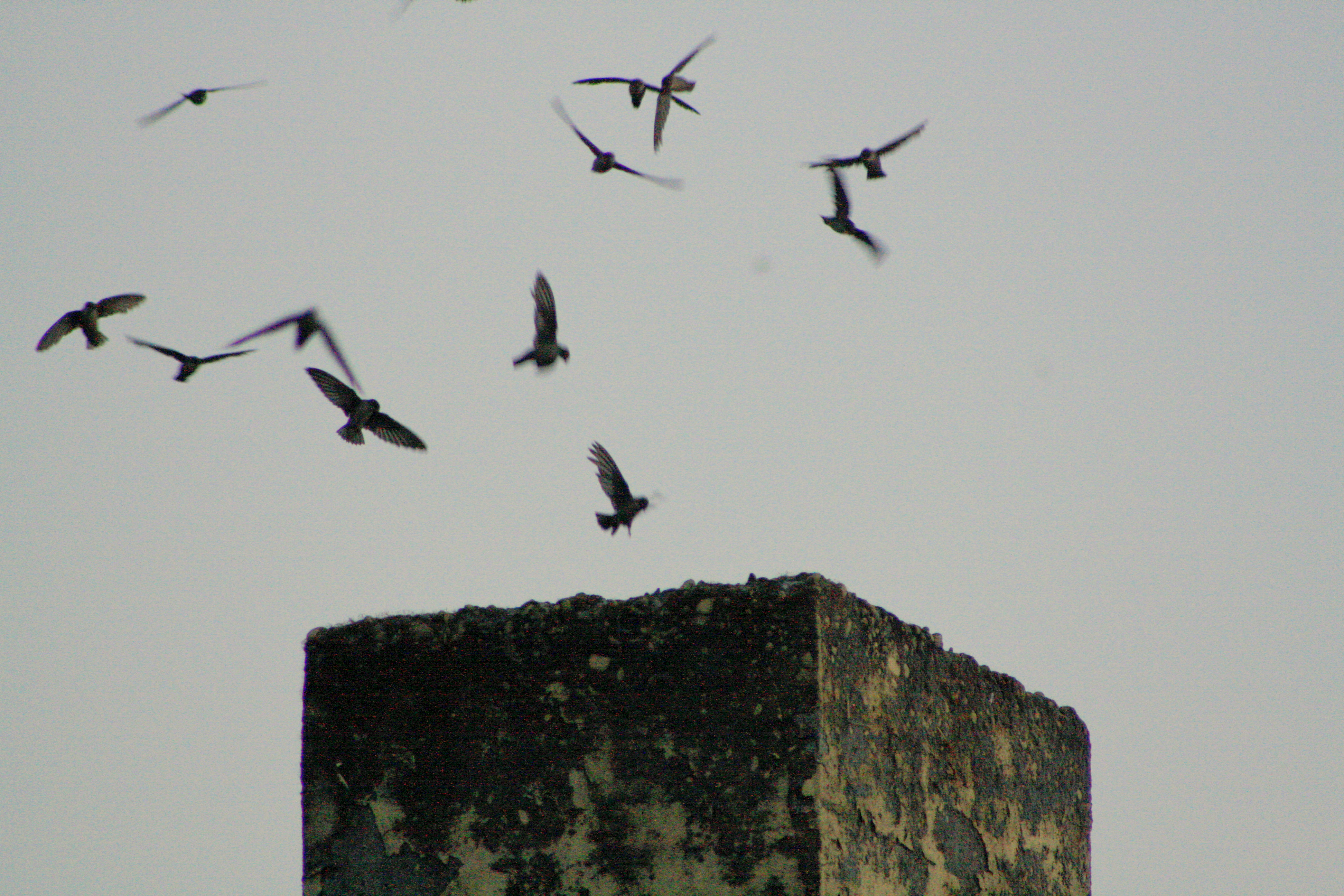
在烟囱上方聚集的沃氏雨燕，摄于俄勒冈州波特兰

部分亚种的沃氏雨燕为候鸟。在迁徙前2—3周，沃氏雨燕会逐渐聚集形成几百到上千只鸟的大群，但鸟群中个体的具体越冬地点不尽相同。该鸟迁徙时除非遭遇逆风或大雾，一般会在极高的高度飞行，以至于难以用肉眼观测。沃氏雨燕在昼间成群迁徙，至黄昏则会在烟囱或树洞等地上空盘旋许久后飞入其中过夜，并在次日日出后离开。一整群沃氏雨燕完全离开过夜处通常需要1—3小时，但如有降雨或天敌滋扰则可慢至6小时。

### 天敌与寄生虫
成年沃氏雨燕的天敌以猛禽为主，如库柏鹰、纹腹鹰和灰背隼。此外，曾有人目击短嘴鸦袭击进出烟囱的个体。林鼠、鼬、美洲貂和松鼠等动物则会捕食沃氏雨燕巢中的蛋与雏鸟。
目前该鸟已知的寄生虫有两种，分别为隶属于皮刺螨科的Dennyus vauxi和羽螨科Berlesella属一尚待描述的物种，二者均为体外寄生虫。

## 同人类的关系
沃氏雨燕常在人造结构中筑巢或歇脚。玛雅文明在尤卡坦半岛的遗迹内常有此种鸟类的巢穴，在佛罗里达州越冬的沃氏雨燕也曾频繁在佛罗里达大学的一栋教学楼外墙上休息。

### 种群保育
沃氏雨燕目前种群极为庞大，目前约有86万只成年个体存世，加之分布广泛，故IUCN将其评为无危。然而，由于新建筑的烟囱多为由保温管等该鸟无法攀附的材料制成，加之其赖以生存的原始森林受森林开伐破坏严重，其种群数量可能正在下降。此外，栖息于烟囱内的个体可能会因烟囱被堵住或下方的壁炉被点燃而窒息而亡。鉴于此鸟在迁徙季的种群密度极大，这些人为因素可造成大量伤亡，如2012年5月加拿大温哥华岛的一处烟囱内就有1350只沃氏雨燕因烟囱上端被堵死而死于缺氧。